# مارگاریت بابایان
مارگاریت آوتیکی بابایان (ارمنی: Մարգարիտ Ավետիքի Բաբայան؛  ۲۴ دسامبر ۱۸۷۴ - درگذشته ۱۸ اکتبر ۱۹۶۸) نوازنده پیانو، خواننده متزوسوپرانو، موسیقی‌شناس و آموزگار موسیقی اهل ارمنستان بود.

## زندگی‌نامه
وی در ۲۴ دسامبر ۱۸۷۴ در گوتا به دنیا آمد و از کنسرواتوار دولتی وانو ساراجیشویلی تفلیس (۱۹۰۴) فارغ‌التحصیل گشت. وی در کنسرواتوار دولتی وانو ساراجیشویلی تفلیس فعالیت می‌کرد.  وی در ۱۸ اکتبر ۱۹۶۸ در سن ۹۳ سالگی در پاریس درگذشت.

## خانواده
- پدر آوتیک، دانشمند علوم بهداشت
- مادر سوفیا، کارشناس علوم پرورشی
- خواهر شوشانیک، نوازنده پیانو
- خواهر آرمینا، نقاش